# 石上靜香
石上靜香（日语：／ Ishigami Shizuka，1988年9月14日—）是日本女性聲優，東京都出身。隸屬大澤事務所。血型B型。興趣是繪畫。在高中時期因為投稿漫畫選集並且獲獎，於是出道為商業漫畫家，從事一年左右的漫畫連載工作。直到高三面臨生涯規劃的時候，她才決定轉換跑道，嘗試挑戰聲優。

## 出演作品
※粗體字為主要角色

### 電視動畫
2010年
- 爆漫王。（太田、瀨川）

2011年
- 卡片戰鬥先導者（飛田舞）
- 星光少女 極光之夢（實行委員B）

2013年
- 我的腦內戀礙選項（女子A、女B、女子學生）
- 青春紀行（女子學生A、女性客人1）
- 我不受歡迎，怎麼想都是你們的錯！（女學生、妄想朋友們）
- 超次元戰記 戰機少女（暴徒A）
- 來自風平浪靜的明日（店員A）
- Walkure Romanze 少女騎士物語（女學生）

2014年
- 最近，妹妹的樣子有點怪？（女店員）
- 魔女的使命（學生）
- 愚者信長（操控者、操控者C、吉乃、bridge操控者C、士兵D）
- 農林（學生）
- 來自風平浪靜的明日（潮留晃）
- 青春紀行（前輩女子D）
- 噬血狂襲（甲島櫻）
- selector infected WIXOSS（桃香、女學生、編輯者）
- 健全機鬥士（喜友名霧子[3]）
- LoveLive! 2nd Season（美術社員A）
- 如果折斷她的旗（廣播社員B）
- 請問您今天要來點兔子嗎？（女性客人A）
- 修業魔女璐璐萌（井上澄子[4]）
- 精靈使的劍舞（艾莉絲·法蘭格爾托[5]、史卡雷特）
- 舞力四射（飛龍跳）
- 灰色的果實（女學生1）
- 電波少女與錢仙大人（同學）
- 四月是你的謊言（壘球社員、觀眾、女學生、出場者、柏木）

2015年
- JOJO的奇妙冒險 星塵鬥士（少年）
- 在地下城尋求邂逅是否搞錯了什麼（希兒·福羅瓦）
- 食戟之靈（水戶郁魅）
- 絕命制裁X（杉原亞矢）
- 亞爾斯蘭戰記（宮女）
- 御神樂學園組曲（遠石遙架）
- 吹響吧！上低音號（管樂團成員）
- 若葉女孩（學生、店員、聲1、廣播）
- 戰姬絕唱SYMPHOGEAR GX（萊雅·達拉西姆）
- 下流梗不存在的灰暗世界（華城綾女）
- Charlotte（事故現場的女子、療養所櫃檯人員、女學生柏原、女學生日置、女學生木嶋）
- 出包王女DARKNESS 2nd（女學生A<新井紗弥香>、女子B）
- 落第騎士英雄譚（史黛拉·法米利昂）
- 機動戰士GUNDAM 鐵血的孤兒（恩比、歌璐兒·他賓）
- 女武神驅動 -美人魚-（宮里葵）

2016年
- 疾走王子Alternative（活動主持人）
- Active Raid－機動強襲室第八課－（星宮遙）
- 神聖之門（赫爾薇爾）
- 百無禁忌！女高中生私房話（超嗨美[6]、女性2）
- 舞武器·舞亂伎（扇木乃亞）
- 虹色時光（淺井幸子、女學生、審判的女子）
- Dimension W －第四次元－（榊茉莉紗、榎南森晴菜）
- 最弱無敗神裝機龍（切姬夜架）
- 逆轉裁判（大瀧九太）
- 熊巫女（薰）
- Re：從零開始的異世界生活（岱因）
- 境界之輪迴 第2期（四魔連華）
- 食戟之靈 貳之皿（水戶郁魅）
- 亞爾斯蘭戰記 風塵亂舞（商人、鎮上的女性）
- D.Gray-man HALLOW（LEVEL4）
- 魔裝學園H×H（史嘉蕾）
- 月歌。THE ANIMATION（姬川瑞希）
- Active Raid－機動強襲室第八課－ 2nd（星宮遙）
- 齊木楠雄的災難（園兒B、女子A、女學生A、女學生B、女學生F、綠（想像）、遊太的母親、女學生、男孩子B、同學A、齊木空助（幼少期）、大姐姐）
- 時間飛船24（小學生1）
- 舞武器·舞亂伎 星之巨人（扇木乃亞）
- 機動戰士GUNDAM 鐵血的孤兒 第二期（恩比）
- 魔法少女育成計劃（男子A）
- 競女!!!!!!!!（藤崎琴音）
- Classicaloid（廣播）
- 超自然9人組（內海真亞子）

2017年
- 時間飛船24（小學生、紫陽花君）
- 風夏（情侶女性、女性客）
- 亞人醬有話要說（悠子、木村靜香）
- MARGINAL#4 由KISS開始創造的Big Bang（新聞主播）
- 境界之輪迴 第3期（四魔蓮華）
- Re:CREATORS（小學生）
- ID-0（學生1）
- 在地下城尋求邂逅是否搞錯了什麼 外傳 劍姬神聖譚（希兒·福羅瓦）
- Fate/Apocrypha（賽蕾妮可·艾絲扣·千界樹）
- 騎士&魔法（壞小孩A、僕人）
- 妖怪公寓的優雅日常（下級生女子B、年輕女性B、主持人女子）
- 天使的3P！（泳裝販售員）
- 咕嚕咕嚕魔法陣（尼克[7]）
- Gamers 電玩咖！（美嘉）
- 食戟之靈 餐之皿（水戶郁魅）
- 偵探歌劇 少女福爾摩斯 亞森華麗的欲望（學生A）

2018年
- Slow Start（佐藤理香乃）
- OVERLORD II（緹亞[8]）
- 妖精森林的小不點（照相館、ユナカ）
- 博多豚骨拉麵團（僑梅）
- 牙鬥獸娘（小孩）
- DARLING in the FRANXX（生野[9]）
- 宇宙戰艦提拉米蘇（五十鈴〈幼少期〉）
- 多田君不戀愛（長谷川日向子、男子、貓）
- 漫畫女孩（小夢的編輯、女性）
- 星光頻道（金城琉夏）
- 食戟之靈 餐之皿 遠月列車篇（水戶郁魅）
- 惡魔高校D×D HERO（米斯帝塔·撒伯納克）
- 後街女孩（貴安少女：結衣）
- 昴宿七星（ワン・レイシェン）
- 工作細胞（循環君）
- Planet With（鷹取紅華[10]）
- 京都寺町三條商店街的福爾摩斯（井上理香）
- 高分少女（小春媽媽）
- 關於我轉生變成史萊姆這檔事（哥布林們）
- 隔壁的吸血鬼美眉（電視播報）
- 我讓最想被擁抱的男人給威脅了。（瑞季薰）
- 哥布林殺手（武鬥家）
- 尤利西斯 貞德與鍊金騎士（拉海爾[11]）

2019年
- revisions（提線木偶MMI）
- 約定的夢幻島（奈特[12]）
- JoJo的奇妙冒險 黃金之風（布加拉提〈少年〉）
- 魔法少女特殊戰明日香（娜絲妮）
- 魔法水果籃（木之下南）
- 毛球剛次郎（マコト）
- 為什麼老師會在這裡！？（葉櫻光[13]）
- 流汗吧！健身少女（上原彩也香[14]）
- 海盜戰記（托爾芬〈幼少期〉）
- 在地下城尋求邂逅是否搞錯了什麼II（希兒·福羅瓦）
- 炎炎消防隊（第5天使們3、第5女性隊員）
- 女高中生的虛度日常（電玩中心的女性2）
- 戰姬絕唱SYMPHOGEAR XV（萊雅·達拉西姆）
- COP CRAFT（娼婦）
- 彼方的阿斯特拉（小孩札克）
- Dr.STONE 新石紀（石榴石）
- 籃球少年王（國分洋子）
- 超人高中生們即便在異世界也能從容生存！（Prince曉[15]）
- 食戟之靈 神之皿（水戶郁魅）
- 我們真的學不來！（第2期）（潤香的母親）
- 碧藍航線（飛龍）
- 非槍人生NO GUNS LIFE（安）
- 高分少女II（小春媽媽、女教師）

2020年
- 妖怪學園Y ～第N類接觸～（飯綱、雲池熊子、ゴッドウンチクマーズ、吉米納迪努、卡特莉奴、金仁小牧、七雲久香）
- 八男？別鬧了！（威德林〈幼年〉）
- Tomica Earth Granner 地球防衛隊（驅動雷牙[16]）
- 格萊普尼爾（冰川）
- 魔法水果籃 第2期（木之下南）
- 食戟之靈 豪之皿（水戶郁魅）
- Re：從零開始的異世界生活 2nd season（岱因）
- 在地下城尋求邂逅是否搞錯了什麼III（希兒·福羅瓦）
- 憂國的莫里亞蒂（威廉·詹姆斯·莫里亞蒂〈幼年〉）
- 在魔王城說晚安（凱爾）
- 闇影詩章（艾莉卡）
- 成神之日（央人兩親）
- 神奇柑仔店 錢天堂（兒童）

2021年
- 神奇柑仔店 錢天堂（小暮櫻子）
- 約定的夢幻島 Season 2（奈特）
- 關於我轉生變成史萊姆這檔事 第2期（關口良太）
- 工作細胞BLACK（白血球〈嗜中性球〉）
- 妖怪學園Y ～第N類接觸～（寺刃美穗、流石光芒）
- 回復術士的重啟人生（剎那）
- 結城友奈是勇者 啾嚕！（山伏雫）
- 86－不存在的戰區－（萊卡·琳）
- 魔法水果籃 The Final（木之下南）
- 關於我轉生變成史萊姆這檔事 轉生史萊姆日記（哥布特）
- BLUE REFLECTION RAY/澪（望、水晶少女）
- 東京復仇者（龍宮寺堅〈少年〉）
- 暗夜第六感 2041（霧原直也〈幼少〉）
- 魔卡派對（トラップ）
- 平穩世代的韋馱天們（克力）
- 死神少爺與黑女僕（ヒューゴ）
- 名偵探柯南（西川守）
- 境界戰機（ケイト・バーン）
- 終末的後宮（石動寧寧子）
- 結城友奈是勇者-大滿開之章-（山伏雫）
- 卡片戰鬥!! 先導者 overDress（女學生）
- 陰陽眼見子（ひとみ）
- 鬼滅之刃 遊郭篇（牧緒[17]）

2022年
- ORIENT 東方少年（武藏〈幼少期〉）
- 怪人開發部的黑井津小姐（弗爾雷提[18]）
- 明日同學的水手服（鷲尾瞳[19]）
- 愛在征服世界後（死死美的朋友B）
- 派對咖孔明（一夏）
- 組長女兒與保姆
- 在地下城尋求邂逅是否搞錯了什麼IV（希兒·福羅瓦）
- OVERLORD IV（緹亞）
- 點滿農民相關技能後，不知為何就變強了。（小萊）
- 福星小子（第2作）（弁天[20]）
- 明日方舟 黎明前奏（陳[21]）
- 秋葉原冥途戰爭（モリィ）

2023年
- 魔王學院的不適任者～史上最強的魔王始祖，轉生就讀子孫們的學校～II（琳卡·賽歐烏魯尼斯）
- 數碼寶貝幽靈遊戲（隱密者獸）
- 卡片戰鬥!! 先導者 will+Dress（モモカ）
- 海盜戰記 SEASON 2（托爾芬〈幼少期〉）
- BLUE LOCK 藍色監獄（馬狼照英〈幼少期〉）
- 東京復仇者 聖夜決戰篇（龍宮寺堅〈少年〉）
- 再得一勝！（真島光）
- 為美好的世界獻上爆焰！（黏黏捲[22]）
- 不知內情的轉學生不管三七二十一纏了上來。（高田太陽[23]）
- 在異世界獲得超強能力的我，在現實世界照樣無敵～等級提升改變人生命運～（冰堂雪音[24]）
- 國王排名 勇氣的寶箱（小孩）
- 久保同學不放過我（劍×魔法吉祥物）
- AI電子基因（少年）
- 死神少爺與黑女僕 第2期（雨果）
- 英雄教室（迪奧妮）
- 白聖女與黑牧師（客人、尤里艾）
- 成為悲劇元凶的最強異端，最後頭目女王為了人民犧牲奉獻（凱梅特[25]）
- 堀與宮村 -piece-（女學生B）
- 哥布林殺手II（武鬥家）
- 明日方舟 冬隱歸路（陳[26]）
- 破滅的王國（達克婭）
- 我的新上司是天然呆（幼少桃瀨）

2024年
- 葬送的芙莉蓮（拉歐芬[27]）
- 戰國妖狐（茂吉）
- 外科醫生愛麗絲（幼年格雷厄姆）
- 秘密的偶像公主（大須賀維多利亞、優馬）
- 單人房、日照一般、附天使。（森太郎〈幼年〉）
- 鬼滅之刃 柱訓練篇（牧緒）
- 死神少爺與黑女僕 第3期（雨果）
- 關於我轉生變成史萊姆這檔事 第3期（關口良太）
- 義妹生活（淺村悠太〈幼年〉）
- 精靈小姐瘦不了（大江田）
- 在地下城尋求邂逅是否搞錯了什麼V 豐穰女神篇（希兒·福羅瓦[28]）
- 機械臂（托絲）
- 村井之戀（平井望）
- 魔王2099（沙耶）

2025年
- 吸吸吸吸吸血鬼（葵的母親）
- 想星機械天使 Myth of Emotions（天翅族、虹色的翅者）
- 全修。（眼鏡）
- 最弱技能《果實大師》 ～關於能無限食用技能果實（吃了就會死）這件事～（小孩）
- 青之壬生浪（京八直純〈幼年〉）
- 秘密的偶像公主 環篇（大須賀維多利亞、優馬）
- 我與尼特女忍者的莫名同居生活（嚀嚀女僕、女忍者）
- #空帕斯2.0 陣地攻防戰（奧吉爾[29]）
- 炎炎消防隊 參之章（第5天使們3）
- 明日方舟 焰燼曙明（陳[30]）
- NUKITASHI 住在拔作島上的我該如何是好？（片桐奈奈瀨[31]）

2026年
- 判處勇者刑 懲罰勇者9004隊刑務紀錄（芭特謝·基維亞[32]）

### OVA
2011年
- 公主系girl樂園（女學生）

2014年
- 偷×看（牧野有紀[33]）※漫畫第4卷限定版附DVD
- 我不受歡迎，怎麼想都是你們的錯！（女學生）

2016年
- 食戟之靈「巧的下町合戰」（水戶郁魅）
- 亞爾斯蘭戰記（女）
- 食戟之靈「暑假的繪里奈」（水戶郁魅）
- Under the Dog（女學生）
- 虹色時光「虹色日和」（淺井幸子）[34]
- 黑色五葉草（奈許）※試作版、第11卷漫畫附OAD

2017年
- 噬血狂襲Ⅱ「咎神騎士篇Ⅰ」（沖山御影、維多利亞·卡邁因）
- 食戟之靈 貳之皿「秋月的邂逅」（水戶郁魅）
- 噬血狂襲Ⅱ「咎神騎士篇Ⅱ」（女魔法師）
- 噬血狂襲Ⅱ「咎神騎士篇Ⅲ」（沖山御影）
- 食戟之靈 貳之皿「遠月十傑」（水戶郁魅）

2018年
- 噬血狂襲Ⅲ「深淵薔薇篇Ⅰ」（甲島櫻）

### 劇場版動畫
2015年
- 怪物的孩子
- 心靈想要大聲呼喊。（江田明日香）

2016年
- 玻璃花與毀壞的世界（次姊）

### 網路動畫
2015年
- 怪物彈珠（頭巾人1）

2016年
- 怪物彈珠（二階堂純）

2018年
- A.I.C.O.：化身（橘亮太）
- 想看她一臉嫌惡地露出褲褲（伊東千歲）[35]

### 遊戲
2013年
- （[36]）
- 天使學園之我的專屬女神（衣都羽）

2014年
- 精靈使的劍舞 DayDreamDuel（艾莉絲·法蘭格爾托）
- 魔女異聞錄：伊絲塔利亞傳說（刻限的魔女妮娜、桃園的漢中王劉備、初夏的漢中王劉備、常夏的黑魔女妮娜）
- 女子宿舍禁愛令（下野彩夏[37]）
- 鐵金剛少女Z ONLINE（のそりん〈のっそり博士〉[38]）

2015年
- 阿爾卡迪亞的蒼之巫女（蕾妮）
- 音速少女隊 -Photon Angels-（日语：音速少女隊 -Photon Angels-）（林欣、蒂蒂、心美）
- 家電少女（冰柱、愛麗絲、直美[39]）
- 白猫Project（薇薇·加嘉威）
- 艦隊Collection（江風、海風、瑞穗）
- 食戟之靈 友情與羈絆的一盤（水戶郁魅[40]）
- 貓耳求生者！（雪拉、優希、薩蕾雅[41]）
- 追尋者傳說（主人公〈女〉）[42]
- （艾莉絲·法蘭格爾托）

2016年
- 亞爾斯蘭戰記 戰士的資格（芙莉[43]）
- 最終騎士-X fragments-（亞德里亞）
- 碧藍幻想（艾美達[44]）
- 極限凸旗七海盜（帕爾媞·卡伊里[45]）
- 闇影詩章（艾莉卡[46]、機動翼戰士）
- 戰艦少女R（Z16、沃克蘭、普林斯頓[47]）
- 食戟之靈 最饗的食譜 再來一份！！（水戶郁魅[48]）
- 戰國姬譚MURAMASA-雅-（榊原康政）
- 天穹之阿爾克爾斯（海克瑟拉·修凡）
- 莉莉亞的朋友（薩蕾雅[49]）; 2018年

2017年
- UNDER NIGHT IN-BIRTH Exe:Late[st]（瓦格娜[50]）
- 戰姬絕唱SYMPHOGEAR XD UNLIMITED（萊雅·達拉西姆[51]）
- Princess Principal GAME OF MISSON（亞涅特·格雷斯[52]）
- 萌萌2次大戰（略） 3（蕾卡、米格[53]）
- 魔物娘☆後宮（米蒂亞）
- 戰車衝突（史黛西·梅吉茲）
- 魔法紀錄 魔法少女小圓外傳（加賀見真良）
- 碧藍航線（飛龍、柴郡、飛龍META）

2018年
- 世界樹的迷宮X（卡莉絲[54]）
- 天華百劍-斬-（大天狗正家）
- 遊魂2 -you're the only one-（西條緋文[55]）
- FALLEN LEGION（奧克塔維婭·賽希兒·菲娜姆[56]）
- Brown Dust（艾莉莎、羅桑娜）

2019年
- 野良與皇女與流浪貓之心2（愛麗絲·迪森伯·安克萊[57]）
- 在地下城尋求邂逅是否搞錯了什麼 無限戰鬥（希兒·福羅瓦[58]）
- 明日方舟（陈）
- Fire Emblem Heroes（艾基德娜）

2020年
- UNDER NIGHT IN-BIRTH Exe:Late[cl-r] (瓦格娜)

2021年
- 明日方舟（假日威龙陈）
- 蔚藍檔案.  (錠前沙織）

2023年
- 尘白禁区（鳴瀨晴）
- 薑餅人王國 (薄荷糖餅乾)

### 廣播劇CD
- 百無禁忌！女高中生私房話（时髦女孩）※Blu-ray第一卷 初回特典廣播劇CD
- 超人高中生們即便在異世界也能從容生存！（Prince曉[59]）※單行本第7卷附贈廣播劇CD限定特裝版
- 粒☆DOLL（上溝木乃美）
- （女孩子）
- 虹色時光（淺井幸子）※單行本第7卷附贈廣播劇CD限定版
- 獏狩（女房）
- 高嶺與花（花的母親）※2015年19號附錄

### 外語配音

#### 動畫
2024年
- 魔鬼終結者Zero（Hiro[60]）

### 廣播
- 下流梗不存在的灰暗廣播（2015年，animate TV）[61]
- 石上靜香與東山奈央的英雄譚RADIO（2015年，音泉、animate TV）[62]
- 咕嚕咕嚕魔法陣導航 咕嚕導航！（2017年－2018年、音泉）[63]

### 網路電視
- 電視動畫「DARLING in the FRANXX」播放前特別節目（2017年12月25日[64]）

### 舞台
2010年
- 蒼穹之戰神 FACT AND RECOLLECTION（二年級女子）

## 音樂CD

### 角色歌
| 發售日  | 名稱                                                | 名義                                                 | 樂曲                                          | 商業搭配                                   |
| 2014年  | 2014年                                              | 2014年                                               | 2014年                                        | 2014年                                     |
| ------- | --------------------------------------------------- | ---------------------------------------------------- | --------------------------------------------- | ------------------------------------------ |
| 7月23日 |                                                     | （木戶衣吹、優木加奈、石上静香、大西沙織、加隈亞衣） | 「」 「KN33S0XXX」                            | 電視動畫《精靈使的劍舞[》片尾曲            |
| 7月23日 |                                                     | （木戶衣吹、優木加奈、石上静香、大西沙織、加隈亞衣） | 「」                                          | 電視動畫《精靈使的劍舞》形象曲             |
| 9月24日 | 健全機鬥士 BD、DVD第3卷特典CD                       | 天久將馬（花江夏樹）、喜友名霧子（石上静香）         | 「」「」                                      | 電視動畫《健全機鬥士》相關歌曲             |
| 10月8日 | 精靈使的劍舞 BD、DVD第1卷特典CD                     | （木戶衣吹、優木加奈、石上静香、大西沙織、加隈亞衣） | 「刻印讃歌」                                  | 電視動畫《精靈使的劍舞》相關歌曲           |
| 2015年  |                                                     |                                                      |                                               |                                            |
| 2月4日  | 精靈使的劍舞 BD、DVD第5卷特典CD                     | 艾莉絲·法蘭格爾托（石上靜香）                        | 「Holy Domain（艾莉絲·法蘭格爾托 獨唱ver.）」 | 電視動畫《精靈使的劍舞》相關歌曲           |
| 2月27日 | 月歌。7月姬川瑞希「」                               | 姫川瑞希（石上靜香）                                 | 「」 「」                                     | 《月歌。》相關歌曲                         |
| 3月4日  | 精靈使的劍舞 BD、DVD第6卷特典CD                     | （木戶衣吹、優木加奈、石上靜香、大西沙織、加隈亞衣） | 「Holy Domain」                               | 電視動畫《精靈使的劍舞》相關歌曲           |
| 9月30日 | 下流梗不存在的灰暗世界 BD、DVD第2卷特典CD           | 華城綾女（石上靜香）                                 | 「」                                          | 電視動畫《下流梗不存在的灰暗世界》相關歌曲 |
| 2016年  |                                                     |                                                      |                                               |                                            |
| 7月27日 | 最弱無敗神裝機龍 Blu-ray&DVD 初回生產特典角色歌CD V | 切姬夜架（石上静香）                                 | 「」                                          | 電視動畫《最弱無敗神裝機龍》相關歌曲       |
| 2018年  |                                                     |                                                      |                                               |                                            |
| 3月28日 | DARLING in the FRANXX 片尾曲集 vol.1                | XX:me                                                | 「」 「真夏のセツナ」 「Beautiful World」     | 電視動畫《DARLING in the FRANXX》片尾曲    |
| 6月27日 | DARLING in the FRANXX 片尾曲集 vol.2                | XX:me                                                | 「escape」 「」                               | 電視動畫《DARLING in the FRANXX》片尾曲    |
| 6月27日 | DARLING in the FRANXX 片尾曲集 vol.2                | 生野（石上靜香）                                     | 「escape（TV Size ver.）」                    | 電視動畫《DARLING in the FRANXX》相關歌曲  |

### 组合成员
1. ↑  02（戶松遙）、莓（市之瀨加那）、未來（山下七海）、心（早見沙織）、生野（石上靜香）

## 外部連結
- Pro-Fit事務所公開簡歷 （页面存档备份，存于）（日語）